# Панагия (окръг Пафос)
Вижте пояснителната страница за други населени места с името Панагия.
Панагѝя (на гръцки: Παναγία) е село в Кипър, окръг Пафос. Според статистическата служба на Република Кипър през 2001 г. селото има 564 жители.
Намира се на 35 минути от международното летище в Пафос. Името на селото идва от многото църкви и манастири в района. Панагия е гръцкото наименование на Дева Мария. Първият президент на Република Кипър, Макарий III Кипърски е роден в Панагия през 1913 г.